# Les Jambes en l'air
Pour plus de détails, voir Fiche technique et Distribution.
Les Jambes en l'air est un film franco-italien réalisé par Jean Dewever en 1970, sorti en 1971.

## Fiche technique
- Titre : Les Jambes en l'air
- Titre alternatif : César Grandblaise
- Titre italien : Week end proibito di una famiglia quasi per bene
- Réalisation : Jean Dewever, assisté de Philippe Triboit
- Scénario : Jean-Charles Tacchella
- Dialogues : Jean-Charles Tacchella
- Photographie : André Dubreuil
- Musique : Zoo et Romuald
- Son : Suzanne Cabon
- Décors : André Dubreuil
- Montage : Jacques Gallois
- Producteur : Sergio Gobbi
- Pays d'origine :  France,  Italie
- Durée :  92 minutes
- Date de sortie : 1971

## Distribution
- Georges Géret : César Grandblaise
- Sylva Koscina : Favouille
- Christian Barbier : Marcel
- Jean-Claude Massoulier : Fernand
- Édouard Niermans : Bruno
- Maïtena Galli : Vicky
- Maria Schneider : Sarah
- Dominique Villermet : Cécile
- Thierry Missud : Pitou
- Francis Blanche
- Jacqueline Adry
- Monique Mélinand
- André Badin
- Mireille Merville
- Danielle Croisy
- Barbara Val
- Jacques Lap

## Autour du film
Le film n'a connu qu'une sortie province en 1971. Il est disponible en DVD chez "Doriane Films".